# ジャン＝ルイ・デュポール
ジャン＝ルイ・デュポール（Jean-Louis Duport 1749年10月4日 - 1819年9月7日）は、チェリスト、教育家、作曲家。兄は同じくチェリストのジャン＝ピエール・デュポール。
コンセール・スピリチュエルでデビューし、活躍していたが、1790年にフランス革命を逃れてベルリンへ亡命し、先に渡っていた兄と共にフリードリヒ・ヴィルヘルム2世に仕えたが、1806年にナポレオンがイエナ・アウエルシュタットの戦いでベルリンを占拠した後にパリへ帰還（兄ジャン＝ピエールは1818年に亡くなるまでベルリンに残った）。パリ国立高等音楽・舞踊学校の教授となり、後進の指導に当たった。

## 功績と逸話
デュポールは、チェロの左手の運指法を体系的に示し、同時に18世紀後半から19世紀初頭における当時の運弓法や演奏法についても言及したチェロ奏法の教則本『チェロの運指および運弓に関する試論』（1806年）及び、巻末付録の《21の練習曲集》によって知られる。また6曲のチェロ協奏曲、チェロと通奏低音のためのソナタなどの作品を書いている。ベートーヴェンはデュポールのために作品5の2つのチェロソナタ（第1番と第2番）を作曲した。
1812年にパリへ戻った際、デュポールはナポレオンに出くわしている。ナポレオンはデュポールが所有していたストラディヴァリウス製のチェロを使ってみようとしつつ、強い調子でこう述べた。「君は一体これをどう持つのかね、ムッシュ・デュポール?」デュポールはナポレオンが楽器を傷つけるのではないかとあからさまに恐れたが、ナポレオンは笑いながらチェロを彼の手に返したという。実際は、ナポレオンは楽器のうねに凹みを作ってしまっており、それは今日でも確認できるものと思われる。この楽器は後にオーギュスト・フランショーム、ムスティスラフ・ロストロポーヴィチが使用した。

## 『チェロの運指および運弓に関する試論』
1806年にパリのアンボーから出版された本作は、影響力の高いチェロの技術のための作品である。チェロの技巧について幅広い視点からフランス語で175ページにわたって詳細に論じられており、巻末に様々な難易度の2台のチェロのための21曲の練習曲が付属している。この作品は英語とドイツ語にも翻訳され、チェロのための最も影響力のある教則本として広く受け入れられている。